# تاریخ جمهوری دموکراتیک کنگو
تاریخ جمهوری دموکراتیک کنگو (فرانسوی: Histoire de la République démocratique du Congo‎)؛ تاریخ سرزمینی است که در حال حاضر به نام جمهوری دموکراتیک کنگو شناخته می‌شود. این سرزمین از حداقل ۲۰۰۰۰۰ سال پیش از میلاد به‌وجود آمده‌است. حکومت‌های متعددی مانند کنگو، سونژ، کوبا، گارنگاز، لوندا و امپراتوری لوبا در این سرزمین وجود داشته‌اند.
اروپایی‌ها تنها در سالهای ۱۴۸۲–۱۴۸۳ بود که توسط ملوان پرتغالی دیوگو کائو با کشف دهانه رودخانه کنگو این کشور را شناختند. در آن زمان پادشاهی کنگو در اوج خود بود. در سال ۱۸۷۹، هنری مورتون استنلی به نمایندگی از پادشاه بلژیک لئوپولد دوم ورودی آینده این کشور را کشف کرد. لئوپولد دوم در کنفرانس برلین (۱۸۸۴–۱۸۸۵)، به دیگر کشورهای اروپایی اعلام کرد که این کشور را به کنترل خود درآورده است. از این تاریخ بود که استعمار کنگو آغاز شد. منطقه تحت کنترل بر خلاف اینکه جزو مایملک شخصی پادشاه بلژیک بود نامش دولت مستقل کنگو گذاشته شد. در سال ۱۹۰۸، پارلمان بلژیک به توصیه پادشاه لئوپولد دوم، نام کنگوی بلژیک را برای این کشور انتخاب کرد.

## استقلال از بلژیک
در ۳۰ ژوئن ۱۹۶۰ کنگو استقلال خود را از بلژیک بدست آورد. پاتریس لومومبا نقش اصلی را در این رویداد داشت. اگر چه مردم این کشور بعد از استقلال سراپا امید بودند ولی با مشکلات بسیار زیادی نیز روبرو شدند. مناطق کاتانگا و کاسایی از استانهایی که مستقل شده بودند خارج شدند چرا که ساکنانشان از به خطر افتادن زندگی خود هراس داشتند. بلژیکی‌ها نیز از این کشور فرار کردند. کشور بلژیک و بدنبال آن سازمان ملل متحد به کنگو نیروی نظامی اعزام کرد.

## ارتش ملی کنگو
ارتش ملی کنگو به زبان فرانسوی(ANC) Armée nationale congolaise، نیروی نظامی سابق جمهوری کنگو است که در سال ۱۹۶۰ بعد از شورش پلیس توسط پاتریس لومومبا منحل شد.

## ترور پاتریس لومومبا
بعد از درگیریهای سیاسی در دولت، پاتریس لومومبا از کار برکنار شد و به اتفاق چند تن از دوستانش به زندان افتاد. در تاریخ ۱۷ ژانویه سال ۱۹۶۱ نزدیک به ساعت ۱۰ شب او و دوستانش با یک ستون شامل چهار خودرو آمریکایی و دو خودرو جیپ در حالیکه دستهایشان بسته بود به مکان دیگری منتقل می‌شوند. در خودرو ته ستون که یک خودرو نظامی بود تعدادی از عناصر پلیس نظامی بودند. این ستون بعد از چند صد متر به منطقه‌ای که شبها پرندگان زیادی در آن تجمع می‌کردند می‌رود. خودروها به منطقه درخت زاری می‌رسند. در این مکان زندانیان توسط نیروهای نظامی پیاده می‌شوند و همگی به رگبار بسته می‌شوند. گفته می‌شود که نزدیک به نیم کیلو سرب از گلوله‌هایی که برای اعدام زندانیان بکار گرفته شده بود از محل اعدام جمع‌آوری شده‌است.
بدنبال ترور پاتریس لومومبا در ژانویه سال ۱۹۶۱، دولت‌های بعدی در این کشور روی کار آمدند.